# Elektriska AB Chr Bergh & Co
Elektriska AB Chr Berg & Co, även kallat och senare namnändrat till Cebe, var en svensk tillverkare av blockstationer (lokala elkraftverk), elektriska apparater, elinstallationsmateriel som exempelvis vulkaniserad elkabel, glödlampor, ringledningar och elektrisk belysningsarmatur mellan 1894 och cirka 1970. Företaget ombildades 1925 och ingick från år 1930 i Aseakoncernen.
Företaget hade inledningsvis huvudkontor i centrala Malmö, fabriker i Svalöv från år 1917 och filialer på flera platser. Bland annat i Stockholm, Göteborg och Växjö.

## Historia
Ägare till företaget var ingenjör Christian Bergh (1868–1952) som grundade verksamheten med namnet Chr Bergh elektriska byrå den 15 april 1894. Bergh hade dessförinnan i cirka ett års tid varit kompanjon med ingenjör Emil Richter och tillsammans med honom bedrivit elektrisk installationsverksamhet. Vid starten av företaget separerade emellertid kompanjonerna och Richter fortsatte i den gamla rörelsen som sedan övergick till Allmänna svenska elektriska aktiebolaget, Asea.
De första två åren var verksamheten mindre i omfattning med produktion av telefon- och åskledaranläggningar samt ringledningar. Elektricitetens utbredning var ännu inte så stor. År 1896 utfördes den första större anläggningen, en likströmsgenerator med instrumentering och fullständig elektrisk belysning, i Mattssonska bryggeriet i Malmö. Följande år påbörjades en belysningsanläggning i Teschska palatset i Malmö och därefter erhölls det ena uppdraget efter det andra på såväl nyanläggningar som utvidgningar och reparationer. Även på anläggningar som utförts av andra företag. Under de första tio åren ägnade sig företaget inte enbart åt elektriska installationer utan levererade även elektrisk ström från en egen kraftcentral.
Företaget namnändrades till AB Chr Berg & Co år 1909 och till Elektriska AB Chr Berg & Co år 1915. Huvudkontor och fabriksfastigheter har varit belägna adresserna Kansligatan 6 (Berghska huset), Djäknegatan 36, Friisgatan 6, Ystadsgatan 22 och Baltzarsgatan 16 i Malmö.
År 1917 köpte företaget aktiemajoriteten i Svalöfs Maskinverkstäder där det fanns bland annat gjuteri. Fabrikslokalerna i Svalöv utökades från 2 400 m2 till 6 240 m2 och tio bostadsfastigheter uppfördes på området till den egna personalen. Företaget hade försäljningsrepresentanter bland annat i Norge genom firma Carl A Haakansen.
År 1919 övertogs firma Sven & Hugo Malmströms metallvarufabrik, sedermera ombildat till aktiebolag, på Porslinsgatan 7 i Malmö, där det tillverkades elektrisk belysningsarmatur och också fanns gjuteri. Elektriska AB Chr Bergh & Co och Bröderna Malmströms hade redan samarbetat under flera år. År 1922 förvärvades Folke Hain aktiebolag i likvidation, på Södra Bulltoftavägen 46 i Malmö, där det tillverkades elektriska småmotorer och apparater. Verkställande direktör för Elektriska AB Chr Bergh & Co åren 1920–1927 var elektroingenjör Carl Silvander som kom från en framgångsrik karriär som överingenjör på Asea dit han en gång hade rekryterats av koncernchef Sigfrid Edström själv.
Den 19 december 1925 likviderades och ombildades bolaget efter ett par års förluster. Fabriksfastigheter samt verksamhet övertogs av Luth & Roséns Elektriska i Stockholm och drevs vidare med namnet Nya Elektriska AB Chr Berg & Co från år 1926. Transformatortillverkningen var inte lönsam och lades ner. Företaget samarbetade efter nystarten med bland andra formgivarna Olle Elmgren och Edvin Ollers för sin produktion av belysningsarmatur. I samband med Luth & Roséns övertagande bröt sig Bröderna Malmströms belysningsverksamhet loss från företagsgruppen och fortsatte i egen regi.
Det bör nämnas att Christian Bergh personligen efter försäljningen till Luth & Rosén fortsatte i ett eget nytt företag, en installationsfirma med butik på Kansligatan 6 i Malmö, med namnet AB Christian Bergh elektrisk entreprenörsbyrå. Det fanns alltså från år 1925 två företag med namnet Chr Bergh. Risk för förväxling var troligtvis det största skälet till att Luth & Rosén och senare Asea ville byta namn på sitt företag till Cebe.
Strax efter Luth & Roséns övertagande bestod styrelsen av bankdirektör Wiking Johnsson (ordförande), generalkonsul Karl Bergsten, direktör Lars Blume (VD med chefsroller inom Asea som bakgrund), direktör A Håkansson och bankdirektör E G Zethelius. Kamrer och platschef i Svalöv var O W Rahl och försäljningschefen hette nu ingenjör D Zachrisson.
År 1930 köptes och övertogs Luth & Roséns Elektriska av Aseakoncernen och hela Chr Berg & Co:s verksamhet följde med. Asea tillsatte en ny styrelse med Aseas koncernchef Sigfrid Edström som ordförande och Arthur Lindén som vice ordförande. Lars Blume fortsatte som VD ett tag till liksom Wiking Jonsson som styrelseledamot. Kamrer och platschef i Svalöv var fortsatt O W Rahl. Från denna tid var rörelsen uteslutande förlagd till Svalöv. Där renodlade företaget sin inriktning på produktion av belysningsarmatur under Aseas ledning.
Företaget var efter en omorganisation år 1941 ett så kallat kommissionsbolag för Asea och inordnades under Aseas avdelning för installationsmateriel (IM). Företaget sålde sina tillverkningar huvudsakligen genom Asea avd IM:s affärsnätverk. Från år 1941 hade företaget ett designsamarbete med bland andra arkitekterna Hans Bergström och delvis också Carl-Axel Acking via avtal med moderföretaget Asea.
År 1943 då företaget fyllde 50 år ändrades firmanamnet till Cebe Aktiebolag som är en omskrivning av grundaren Christian Berghs initialer. Cebe var ursprungligen företagets telegramadress. Lars Blume ersattes av Hugo Edström som verkställande direktör 1942–1954 och han avlöstes därefter av Ernst Tägil. De båda senare tillsattes av Asea. Under den perioden var Willy Jacobsen konstruktionschef på företaget.
År 1947 var Cebe genom varumärket Asea belysning Sveriges andra största belysningstillverkare efter Arvid Böhlmarks lampfabrik och före Bröderna Malmströms metallvarufabrik.
Namnet Cebe fanns kvar inom Aseas grossistbolag Elektriska AB Skandia under lång tid. År 1969 slogs Cebe Aktiebolag samman med Aseaägda AB Järnkonst. År 2016 återlanserade Elektroskandia varumärket Cebe som upphörde igen år 2021.

## Galleri

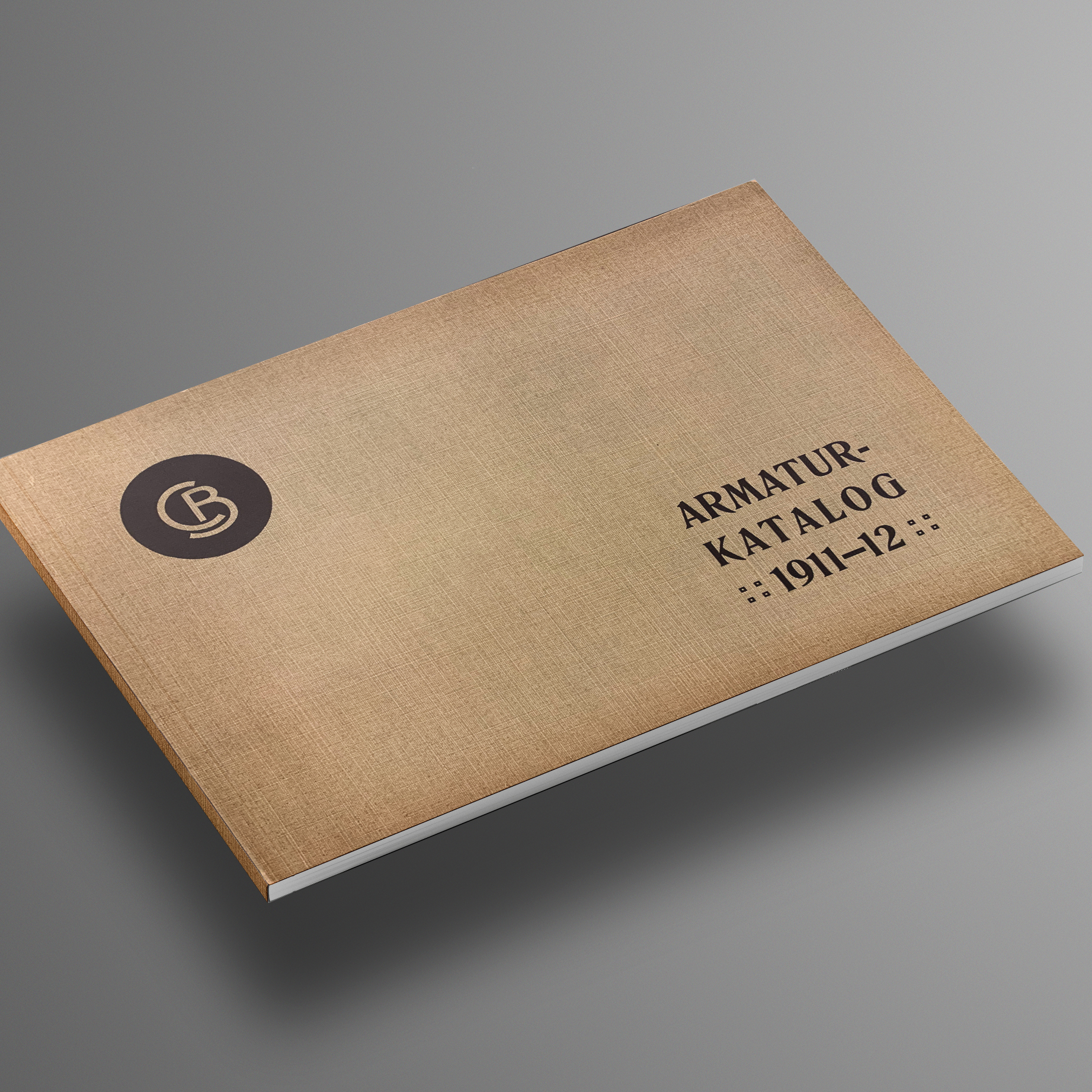
Exempel på belysningskatalog från 1911.
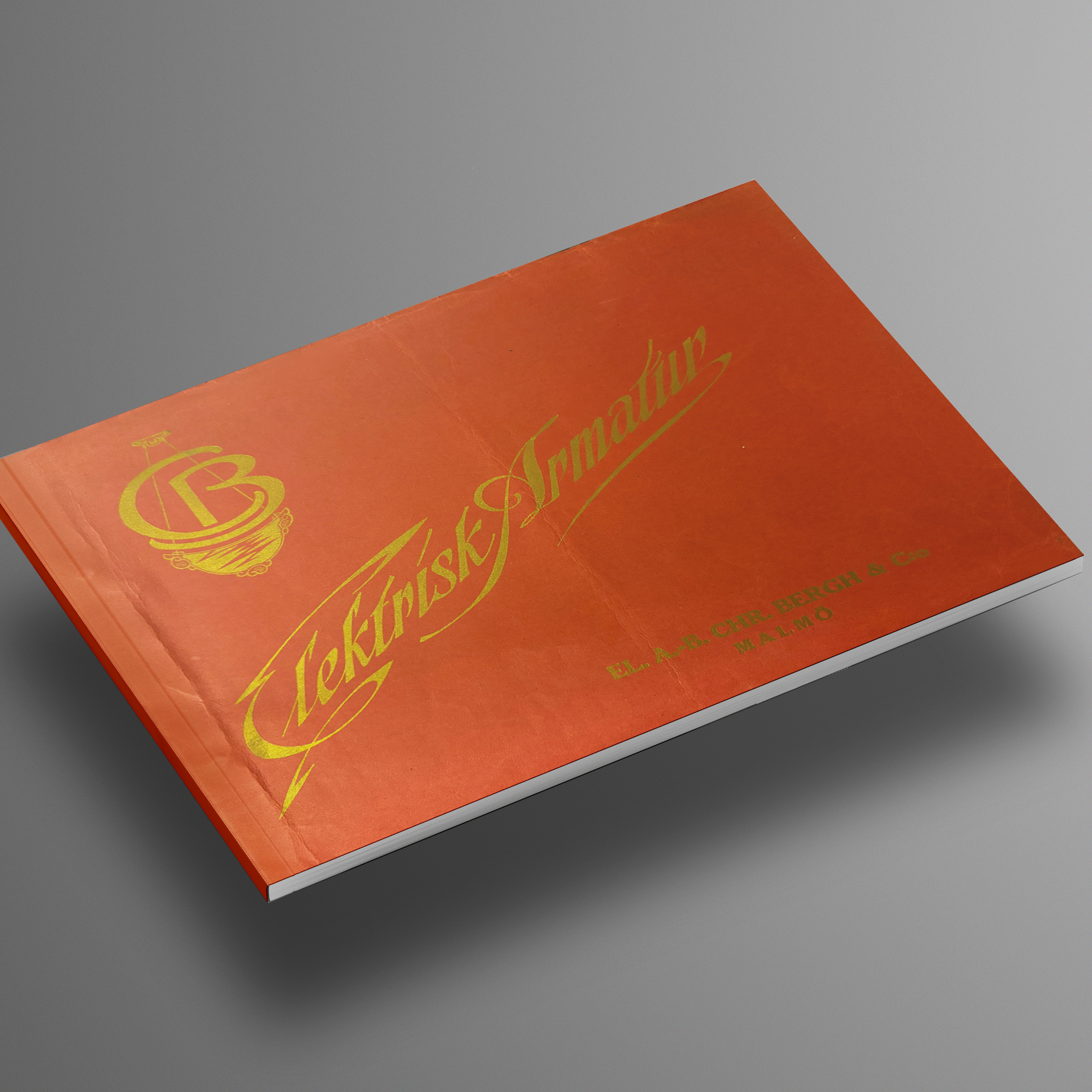
Exempel på belysningskatalog från 1923.
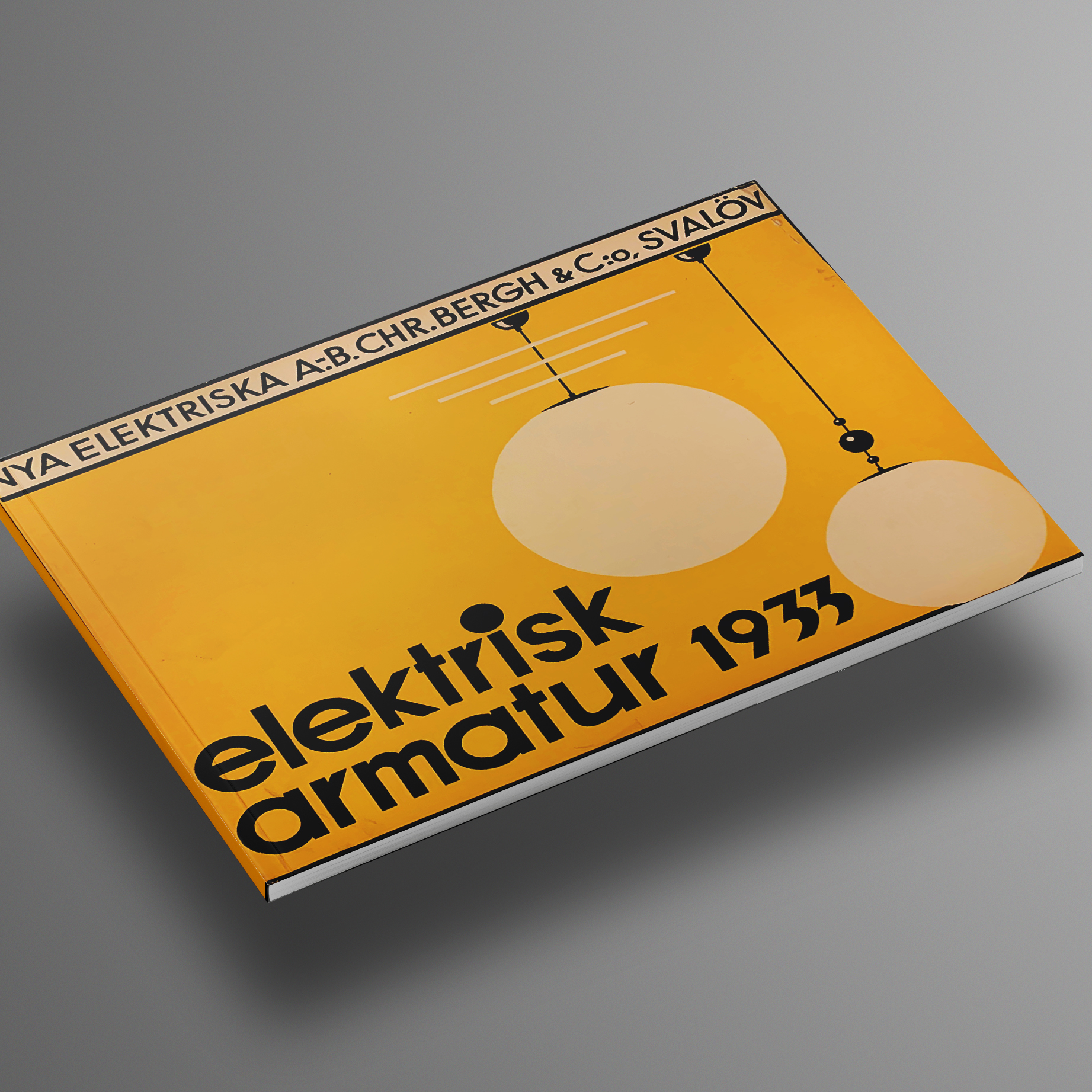
Exempel på belysningskatalog från 1933.